# Aksdal
Aksdal is een plaats in de Noorse gemeente Tysvær, provincie Rogaland. Aksdal telt 1072 inwoners (2007) en heeft een oppervlakte van 0,98 km².